# ウィリアム・ミラー (版画家)
ウィリアム・ミラー（William Miller、1796年5月28日 - 1882年1月20日）は、スコットランド生まれの版画家、水彩画家である。植物学に関する書籍などの図版を描いたことなどで知られている。

## 略歴
エディンバラで生まれた。1814年から版画家のウィリアム・アーチボルド(William Archibald: 1769-1847)の弟子になり、同じ年にミラーが制作した植物の版画がエディンバラのカレドニア園芸協会(Caledonian Horticultural Society)の出版物に掲載された。アーチボルドの工房で4年間働いた後、自らの工房を開いた。1819年にロンドンに移り、版画家のジョージ・クック(George Cooke: 1781–1834)のもとで18ヶ月働いた。この時期、有名な園芸商のロッディジーズ家のハックニーの育種場を訪れ、植物を描き、ジョージ・クックが版画にした図版はジョージ・ロッディジーズが刊行する『ボタニカル・キャビネット』（Botanical Cabinet）に掲載された。
エディンバラに戻ると、ジョージ・フレデリック・ハーヴィー(George Frederick Harvey: 1806–1876)らの風景画を版画にして高い評価をえた。ミラーが複製版画を制作した風景画家にはウィリアム・ターナーやクラークソン・スタンフィールド(Clarkson Stanfield: 1793-1867)もいる。詩人のウォルター・スコットの著書など多くの出版物の挿絵を制作した。
晩年はス水彩画家として働き、王立スコットランド・アカデミー(Royal Scottish Academy)の展覧会に出展し、名誉会員の称号も得た。
1882年にイングランドのシェフィールドで亡くなった。

## 作品

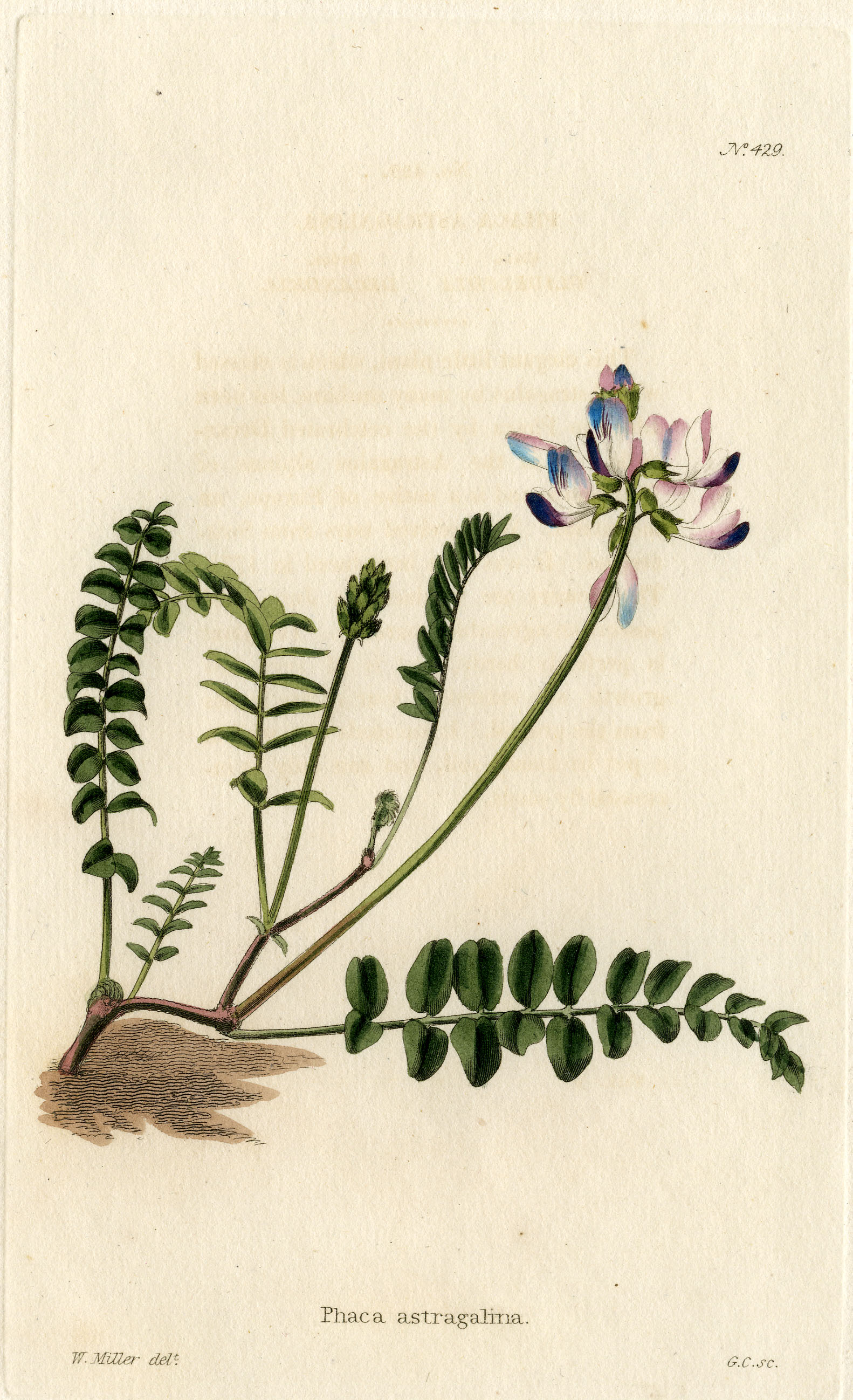
『ボタニカル・キャビネット』の図版 (1818)
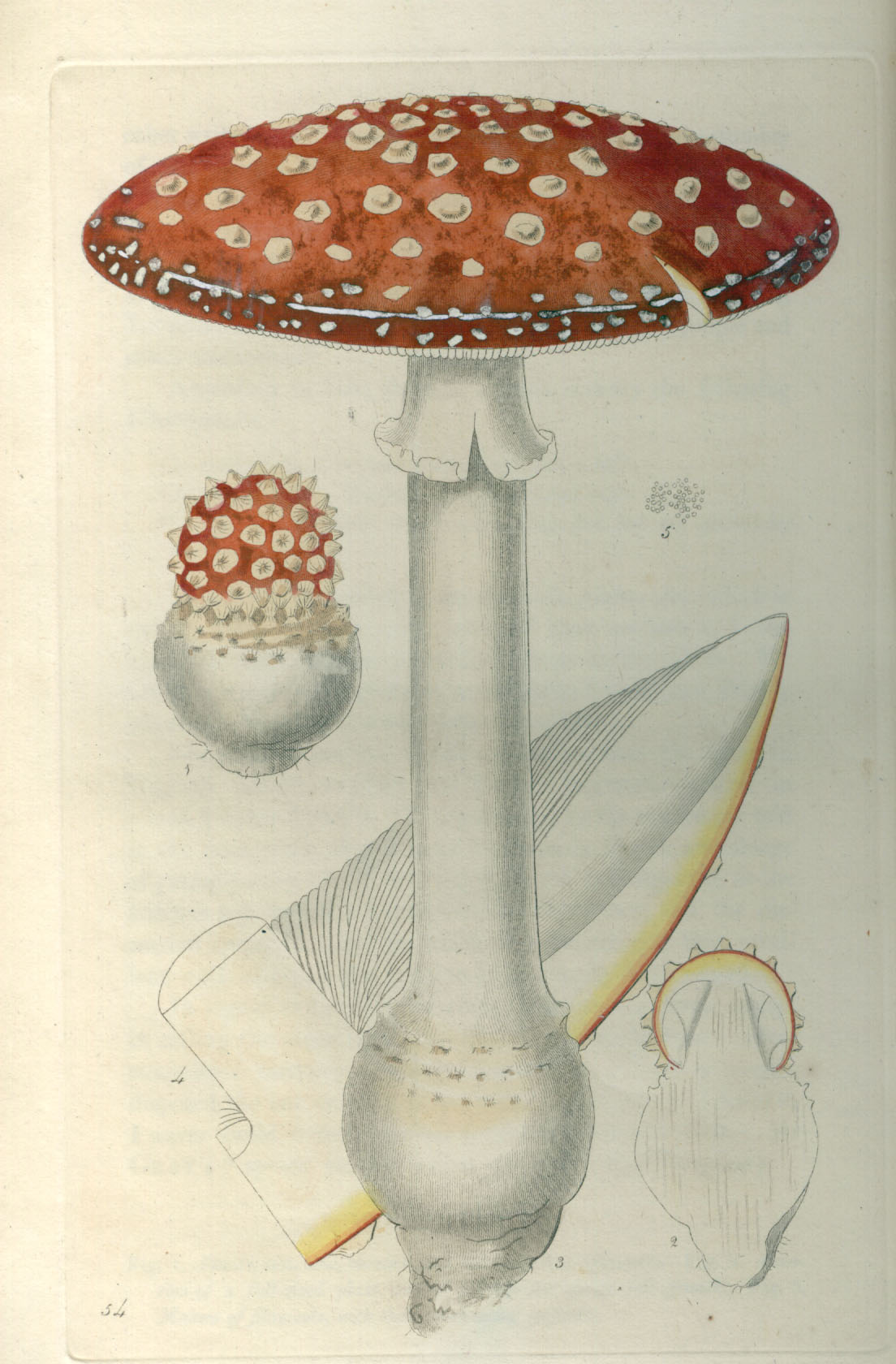
ロバート・ケイ・グレヴィルの著書の図版 (1823)
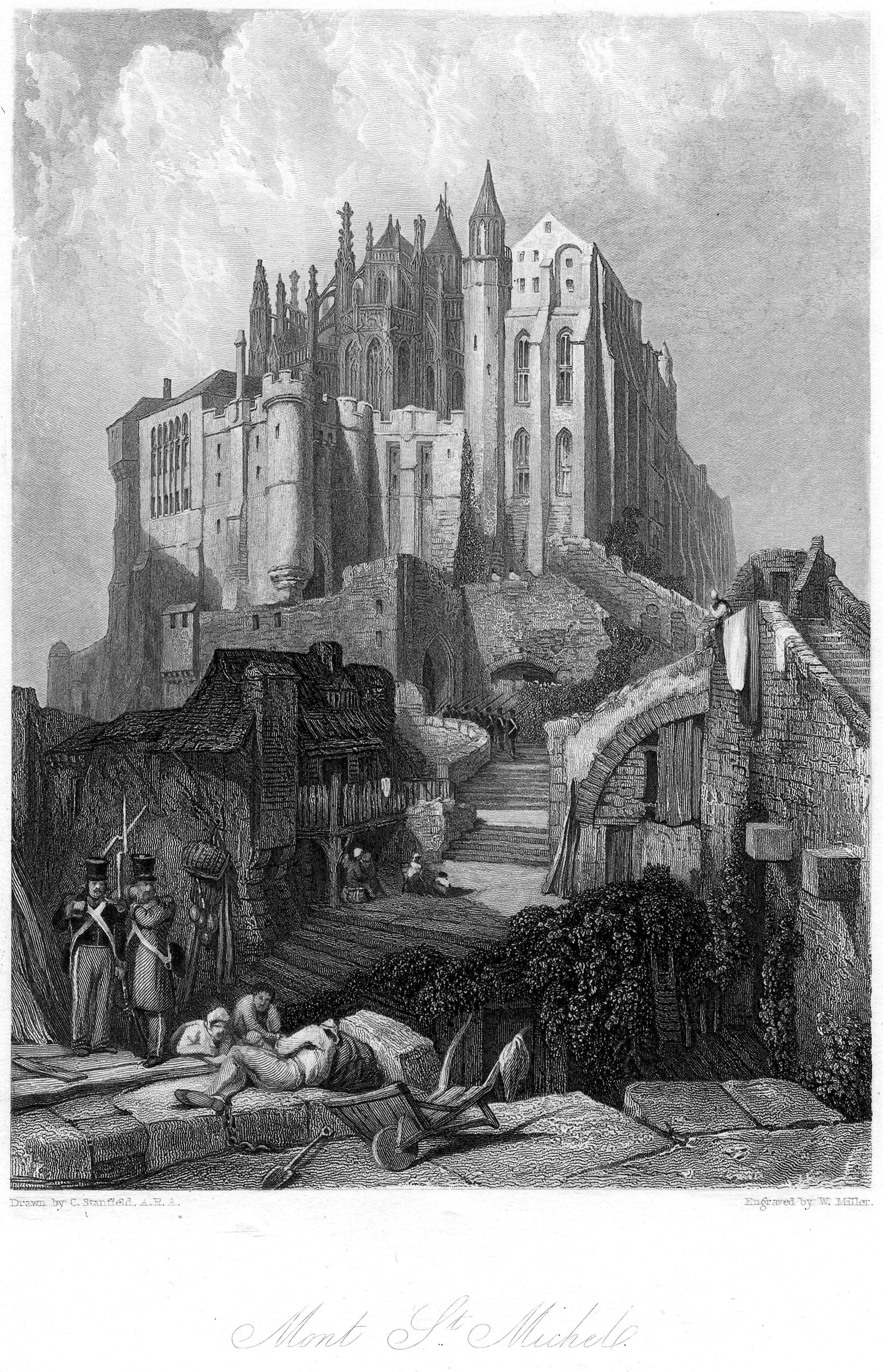
モン・サン・ミッシェル (原画:Clarkson Stanfield)
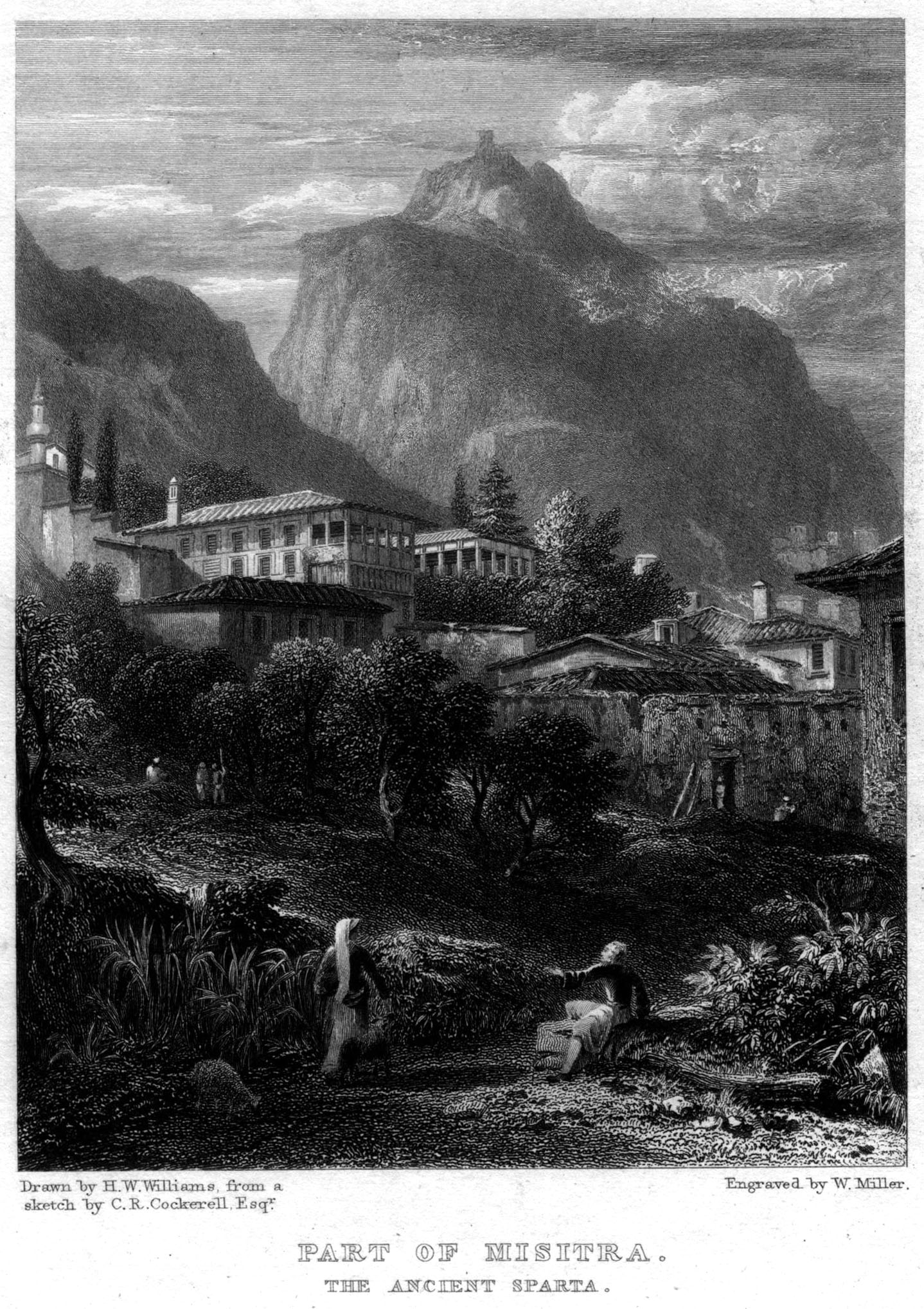
ミストラ遺跡 (原画:Hugh William Williams)、(1829)

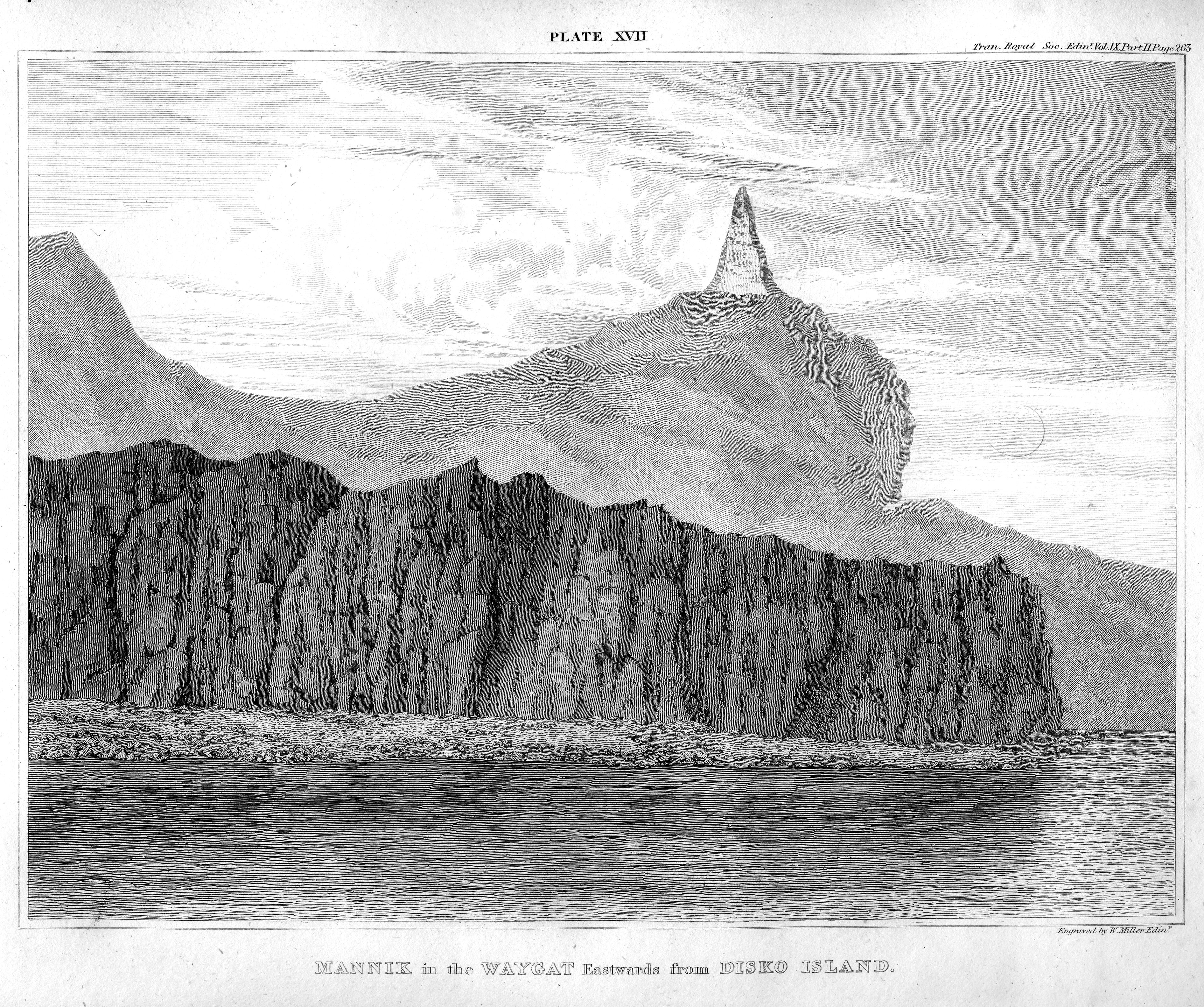
Mannik in the Waygat Eastwards (1823)
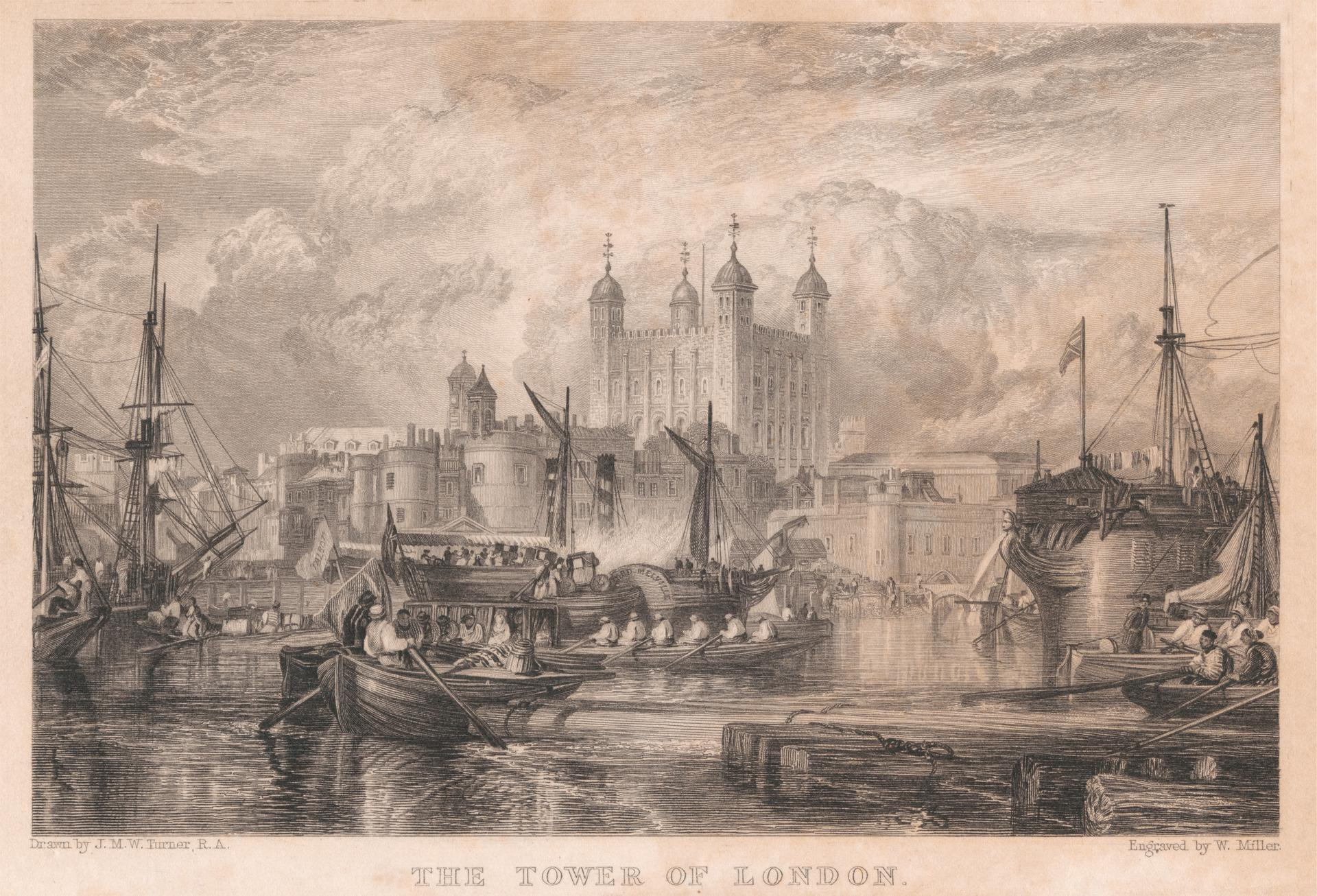
ロンドン塔　(1831)
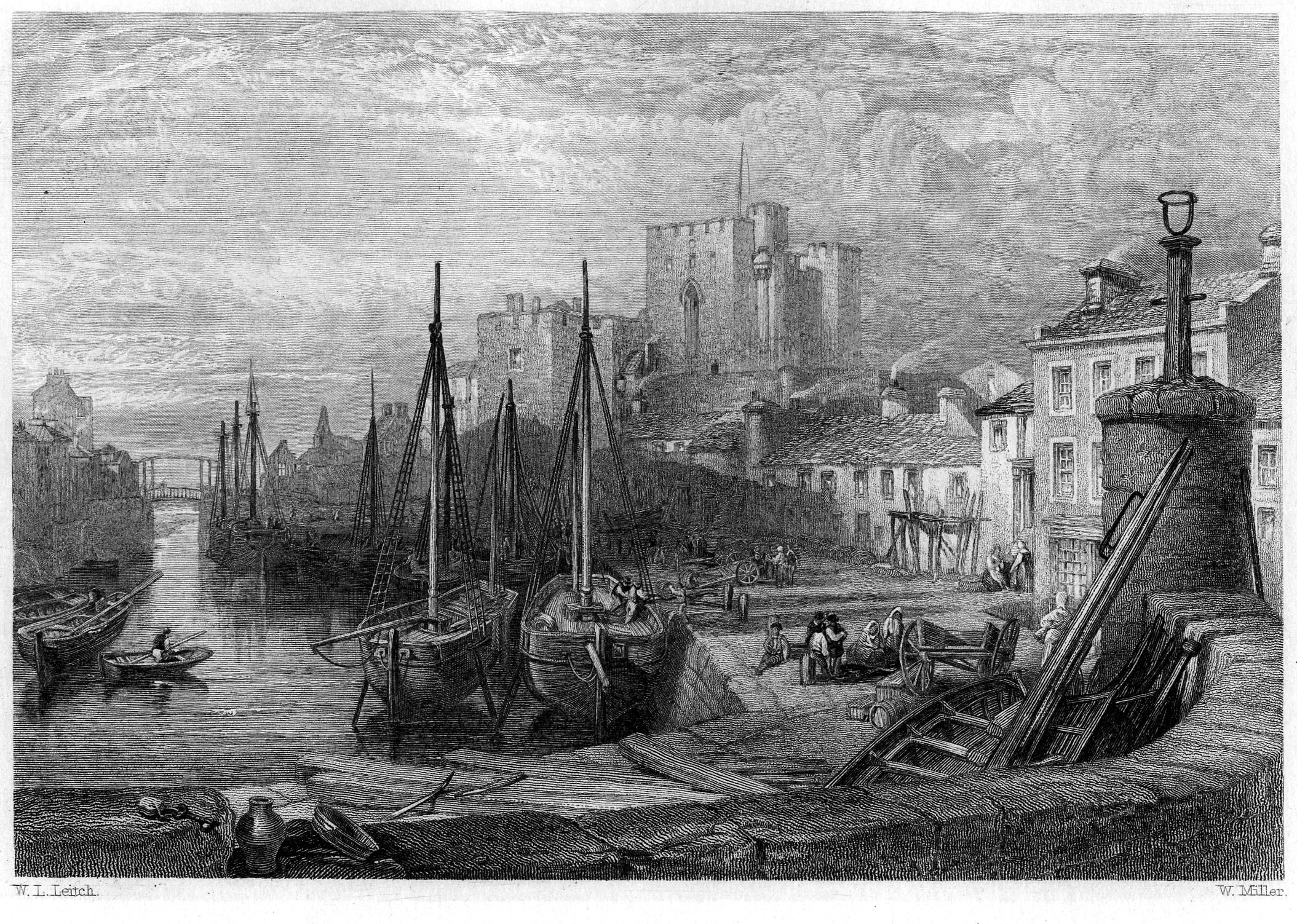
マン島 (原画:William Leighton Leitch)、(1845)